# Chen Qiufa
Chen Qiufa (chinesisch 陈求发; * Dezember 1954 in Autonomer Kreis Chengbu der Miao, Hunan) ist ein chinesischer Politiker der Kommunistischen Partei Chinas (KPCh), der unter anderem zwischen 2008 und 2013 Vize-Minister im Ministerium für Industrie und Informationstechnologie und Direktor der Nationalen Behörde für Wissenschaft, Technik und Industrie in der Landesverteidigung (SASTIND) sowie zugleich zwischen 2008 und 2013 Direktor der Atomenergiebehörde der Volksrepublik China (CAEA). Er war außerdem von 2010 bis 2013 Direktor der Nationalen Raumfahrtbehörde Chinas (CNSA) und damit für das Mondprogramm der Volksrepublik China zuständig. Er war zudem zwischen 2015 und 2017 Gouverneur von Liaoning sowie von 2017 bis 2020 Sekretär des Parteikomitees der Provinz Liaoning.

## Leben
Chen Qiufa, der zum Volk der Miao gehört, nahm nach einem Studium im März 1973 eine Tätigkeit als Lehrer an der Lianxing-Grundschule und trat im September 1974 als Mitglied der Kommunistischen Partei Chinas (KPCh) bei. Im September 1975 begann er ein Studium an der Fakultät für Elektroingenieurwesen mit dem Schwerpunkt GPS-Störsender der Universität für Wissenschaft und Technik der Landesverteidigung in Changsha, das er im Oktober 1978 beendete. Er hatte seine Examensarbeit zum Thema „Elektronische Kampfführung“ geschrieben. Danach trat er 1978 als Ingenieur in das Ministerium für Luft- und Raumfahrtindustrie ein und war zuletzt bis 1994 Leitender Mitarbeiter. Im Anschluss war er zwischen 1994 und 1998 Mitarbeiter der Dachgesellschaft für Luft- und Raumfahrtindustrie sowie von 1998 bis 2000 Leiter der Bildungsabteilung der Kommission für Wissenschaft, Technik und Industrie für Landesverteidigung (COSTIND), ehe er zwischen 2000 und 2005 Vorsitzender der Kommission für Disziplinarinspektion der COSTIND. Er war Delegierter auf dem XVI. Parteitag der KPCh (8. bis 14. November 2002).
Chen fungierte zwischen 2005 und 2008 stellvertretender Direktor der Nationalen Behörde für Wissenschaft, Technik und Industrie in der Landesverteidigung (SASTIND) und war zugleich von 2005 bis 2007 Vorsitzender der Kommission für Disziplinarinspektion sowie Mitglied der Parteiführungsgruppe der SASTIND. Im Anschluss war er zudem zwischen 2007 und 2008 stellvertretender Sekretär der Parteiführungsgruppe der SASTIND sowie Delegierter auf dem XVII. Parteitag der Kommunistischen Partei Chinas (15. bis 21. Oktober 2007). 2008 wurde er Vize-Minister im Ministerium für Industrie und Informationstechnologie sowie erster Direktor der Nationalen Behörde für Wissenschaft, Technik und Industrie in der Landesverteidigung (SASTIND) und bekleidete Positionen bis zu seiner Ablösung durch Ma Xingrui 2013. Des Weiteren fungierte er zwischen 2008 und 2013 als Mitglied der Parteiführungsgruppe des Ministeriums für Industrie und Informationstechnologie sowie zusätzlich Sekretär der Parteiführungsgruppe der SASTIND. Darüber hinaus war er von 2008 bis 2013 Direktor der Atomenergiebehörde der Volksrepublik China (CAEA). Ferner bekleidete er zwischen 2010 und 2013 auch das Amt als Direktor der Nationalen Raumfahrtbehörde Chinas (CNSA) und war damit für das Mondprogramm der Volksrepublik China zuständig. Auf dem XVIII. Parteitag (8. bis 14. November 2012) wurde er erstmals Mitglied des Zentralkomitees der Kommunistischen Partei Chinas (ZK der KPCh) und in dieser Funktion auf dem bis zum XIX. Parteitag (18. bis 25. Oktober 2017) bestätigt.
Als Nachfolger von Li Xi wurde Chen Qiufa am 8. Mai 2015 zunächst kommissarischer Gouverneur sowie am 10. Juni 2015 Gouverneur von Liaoning und übte dieses Amt bis zum 30. Oktober 2017 aus, woraufhin Tang Yijun ihn ablöste. Zeitgleich fungierte er zwischen 2015 und 2017 auch als stellvertretender Sekretär des Parteikomitees der Provinz Liaoning. Am 28. Oktober 2017 löste er Li Xi wiederum ab und übernahm von diesem die Funktion als Sekretär des Parteikomitees der Provinz Liaoning. Am 31. August 2020 wurde Zhang Guoqing sein dortiger Nachfolger.